# Vương Hy Mạnh
Vương Hy Mạnh (tiếng Trung: 王希孟; bính âm: Wáng Xīmèng; Wade–Giles: Wang Hsi-meng) (1096–1119) là một họa sĩ Trung Quốc dưới thời nhà Tống. Được coi là một thần đồng, Vương là một trong những họa sĩ cung đình nổi tiếng nhất giai đoạn Bắc Tống. Ông trực tiếp được Tống Huy Tông chỉ dạy . Tuy nhiên ông mất trẻ, khi mới 23 tuổi.

## Non sông ngàn dặm
Tác phẩm duy nhất của Vương là bức tranh lụa với chiều dài 11,9 m với tên gọi Thiên lý giang sơn (Non sông ngàn dặm, 千里江山).. Tác phẩm này được hoàn thành vào năm 1113 khi ông mới 18 tuổi . Đây là một trong những bức tranh lớn nhất trong lịch sử Trung Hoa và cũng là một trong những tác phẩm đồ sộ nhất của nền nghệ thuật Trung Quốc . Hiện giờ nó được trưng bày vĩnh viễn ở Bảo tàng Cố Cung .